# Фастовцы
Фастовцы́ (укр. Фастівці́) – село, расположенное на территории Бахмачского района Черниговской области (Украина) на правом берегу реки Остёр.
Население составляет 1033 жителя (2006 год). Плотность населения — 28,07 чел/кв.км.
Впервые упоминается в 1230 году.
Село Фастовцы находится примерно в 24 км к юго-западу от центра города Бахмач. Средняя высота населённого пункта — 137 м над уровнем моря. Село находится в зоне умеренно континентального климата.
Национальный состав представлен преимущественно украинцами, конфессиональный состав — христианами.